# 合田健二
合田 健二（ごうだ けんじ）は日本の映像作家である。

## 人物
京都市立芸術大学 大学院修了後、関西を拠点にフリーランスの映像作家として活躍。
大阪電気通信大学、京都精華大学非常勤講師。
現在、映像スタジオ「株式会社ギャラクシーオブテラー」代表取締役。

## 略歴
- 第43回 オーパーハウゼン短編映画祭州文化スポーツ省賞受賞（準グランプリ相当賞）
- トランスメディアーレ97グランプリ受賞

など、独特の世界観を描いた映像作品で、さまざまな賞を受賞。また、ディレクターとして広告映像を多数企画・制作。

## 主な作品
*過去の換起　あるいは､バット vs ローター（13 min.）1996
京都市立芸術大学 同窓会奨励賞（1996年）
ヨーロッパメディアアート週間（ドイツ文化センター）上映（1998年）
*PERSPECTIVE OF POWER（20 min.）1996
第2回BBCC映像フェスタ 優秀賞（1996年）
第43回ドイツ・オーバーハウゼン国際短編映画祭ノルトラインウェストファーレン州都市開発文化スポーツ賞（準グランプリ相当賞）（1997年）
ブリティッシュショートフィルムフェスティバル97（ﾛﾝﾄﾞﾝ）招待上映（1997年）
第20回ぴあフィルムフェスティバル 入賞（1997年）
ドイツトランスメディアーレ98グランプリ（1998年）
*天 -2041年 オキナワの見た夢-（60 min.）2000
*Supie&Goo（4 min.）2002
キャラクターデザイン：ロッキン・ジェリー・ビーン
サウンド：DMBQ
*アナライフ（83 min.）2005　劇場公開作品
サウンド：レイ・ハラカミ
　　ロッテルダム国際映画祭
　　サラエボ国際映画祭
　　メキシコ・シティ国際現代映画祭
　　プラハ国際映画祭
　　バルセロナ・アジア映画祭
　　ジュネーブ国際映画祭
　　リーズ国際映画祭
　その他多数の映画祭において招待上映
* レッドシーズプロファイル　（海外タイトル：「Deadly Premonition」）2010
　Xbox 360 PS3用ゲーム作品
　ストーリーシナリオ、ムービーパートディレクションを担当

* 『t』の要素(物語にたどり着くまで)・(7min) 2011
　　2011 年度文化庁メディア芸術祭京都展の関連企画展
　　「ルネサンス - 京都・映像・メディアアート」(京都芸術センター)に出品

・D4: Dark Dreams Don't Die　2014（Xbox One専用のミステリーアドベンチャーゲーム）
　　ストーリーシナリオ、ムービーパートディレクションを担当

・Deadly Premonition 2: A Blessing In Disguise　2020（「レッドシーズプロファイル」続編　Nintendo Switch用ゲーム）
　　ストーリーシナリオを担当